# Црвени вук
Црвени вук (Canis rufus) је врста звери из породице паса (Canidae). 

## Распрострањење
Врста је присутна у Сједињеним Америчким Државама, и непотврђено у Канади.

## Станиште
Станишта врсте су шуме, мочварна подручја, речни екосистеми, умерено травнати екосистеми и саване и жбуновита вегетација. 

## Угроженост
Ова врста је крајње угрожена и у великој опасности од изумирања. Почетком 1970-их црвени вукови су постојали још само у дивљини југозападне Луизијане и југоисточног Тексаса. У настојању да се врста сачува од изумирања, последњи црвени вукови, су од 1973. до 1980. ухваћени и послати у ЗОО врт у вашингтонском граду Такоми, где је започет програм узгоја у заточеништву. У дивљини, врста је 1980. проглашена изумрлом. У заточеништву се у том тренутку налазила веома мала популација чистокрвних црвених вукова, коју је чинило 17 јединки, од којих је 14 било репродуктивно способно.
Врста је 1987. враћена у дивљину полуострва Албемарл у Северној Каролини. 
Према процени владине службе USFWS, укупан број црвених вукова у свету 2007. био је 300 јединки, од тог броја 207 живело је у заточеништву.
Од 63 црвена вука која су ослобођена у дивљину од 1987. до 1994, популација је до 2012. нарасла на 100–120 јединки, међутим, до 2018. она је смањена на само 40 јединки. Главни разлог овог смањења је лов.